# 慈济古庙
慈济古庙，位于中国广东省揭阳市揭西县棉湖镇，为揭西县的一个县级文物保护单位，类型为古建筑，公布时间为1994年。慈济古庙主祀保生大帝，配祀指揮大使和羅、李二將。
慈济古庙的历史年代为宋代。